# Reichsfinanzministerium

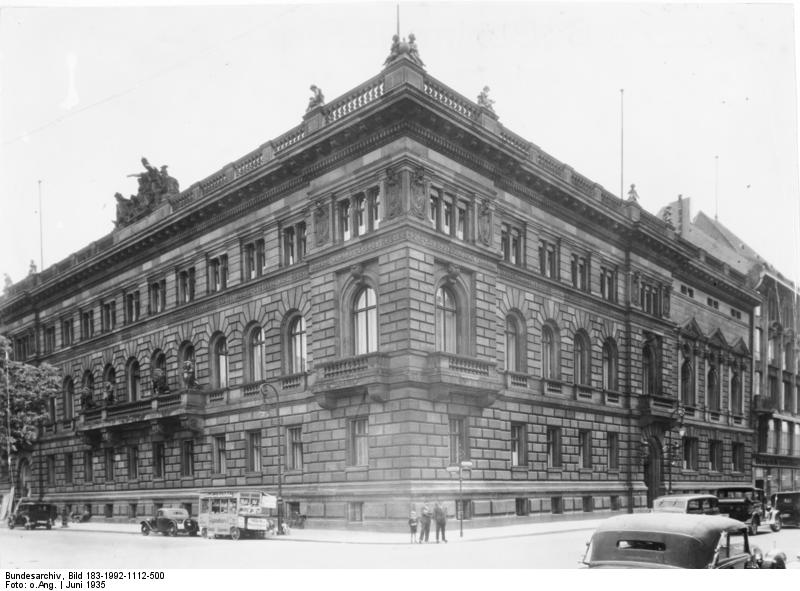
1935: Das Reichsfinanzministerium, Ecke Wilhelmplatz/Wilhelmstraße

Das Reichsfinanzministerium (RFM) stand im Deutschen Reich von 1919 bis 1945 an der Spitze der Reichsfinanzverwaltung. Oberster Dienstherr war der Reichsminister der Finanzen. Das Ministerium befand sich in Berlin an der Südseite des Wilhelmplatzes, Ecke Wilhelmplatz 1/2 und Wilhelmstraße 60–62.
Das Bundesministerium der Finanzen betrachtet das Reichsfinanzministerium als seinen Vorgänger und hat eine Historikerkommission eingesetzt, die insbesondere die Geschichte des Ministeriums in der Zeit des Nationalsozialismus erforschen soll.

## Gesetzliche Grundlage
Im Deutschen Kaiserreich gab es keine zentrale Steuer- und Finanzverwaltung. Zwar existierte mit dem Reichsschatzamt eine Reichsbehörde, die für die Erstellung von Haushaltsplänen des Gesamtstaates verantwortlich war, jedoch verwaltete sich jeder Gliedstaat selbst. Nach der Novemberrevolution 1918 wurde eine Zentralisierung der Finanzverwaltung angestrebt und im Zuge der Erzbergerschen Reform umgesetzt. Wichtige gesetzliche Grundlagen dafür waren:
- das Gesetz über die vorläufige Reichsgewalt vom 10. Februar 1919, in dem bereits vor der Existenz einer Verfassung die gesetzgebende und vollziehende Gewalt Reichsministern übertragen wurde,[2]
- der Erlass, betreffend der Errichtung und Bezeichnung der obersten Reichsbehörden vom 21. März 1919, in dem als amtliche Bezeichnung der Behörde Reichsfinanzministerium und für den geschäftsführenden Minister die amtliche Bezeichnung Reichsminister der Finanzen festgelegt wurde,[3]
- die am 14. August 1919 verkündete Weimarer Verfassung, Artikel 14 übertrug in Verbindung mit Artikel 13 (Reichsrecht bricht Landrecht) die Finanzverwaltung auf das Reich und gab der neuen Reichsfinanzverwaltung einen vollen Zugriff auf fast alle Steuern,[4]
- und das Gesetz über die Reichsfinanzverwaltung vom 10. September 1919, in dem die Zentralisierung der Finanzverwaltung nebst einheitlicher Steuererhebung im gesamten Deutschen Reich festgeschrieben wurde.[5]

## Aufgaben und Struktur

Aufbau Reichsfinanzverwaltung 1920 bis 1926

Hauptaufgabe des Reichsfinanzministeriums war die Beschaffung finanzieller Mittel für das Reich durch Erhebung und Eintreibung von Steuern. Der Reichsminister der Finanzen besaß exekutive sowie judikative Vollmachten. Er konnte Gesetze und Durchführungsverordnungen erlassen, die von allen nachgeordneten Vollzugsorganen umzusetzen waren. Zudem stellte das Reichsfinanzministerium den Staatshaushalt für das Reich auf, verwaltete das Reichsvermögen, insbesondere den reichseigenen Immobilienbesitz, und überwachte vollständig die Finanzeinnahmen der Länder und Gemeinden.
Gegliedert war die Reichsfinanzverwaltung dreistufig: die oberste Leitung lag beim Reichsfinanzministerium, dem folgten als Mittelinstanz durchschnittlich 25 Landesfinanzämter (ab 1937 Oberfinanzpräsidien genannt), auf unterer und örtlicher Ebene dann rund 1000 Finanzämter nebst 200 Zollbehörden. Obwohl der Name das suggeriert, waren die Landesfinanzämter keine unabhängigen und keine föderalen Landeseinrichtungen, sondern seit Aufbau der Reichsfinanzverwaltung direkt dem Reichsfinanzministerium unterstellt. Außerdem waren dem Ministerium zeitweise folgende Behörden nachgeordnet:
- Reichsbaudirektion Berlin
- Reichsbauverwaltung
- Reichsfinanzhof
- Reichsfinanzzeugamt
- Reichshauptkasse
- Reichsmonopolamt für Branntwein
- Finanzakademie
- Reichsfinanzschulen
- Zollschulen
- Statistisches Reichsamt
- Zollgrenzschutz

Die strukturelle Organisation des Reichsfinanzministeriums selbst unterlag zeit seines Bestehens einem regen Wandel. Als Kernabteilungen blieben jedoch immer institutionelle Schwerpunkte die Abteilung I (Haushalt), die Abteilung II (Zoll) und die Abteilung III (Steuern). Die Abteilungen wurden in den ersten Jahren von Staatssekretären geleitet, die direkt dem Reichsminister der Finanzen unterstellt waren. Ab 1924 gab es nur noch einen Staatssekretär. Die Leitung der Abteilungen übernahmen ab da Unterstaatssekretäre.

## Entwicklung in der Weimarer Republik
Die institutionelle Entwicklung des Reichsfinanzministeriums war besonders zwischen 1919 und 1933 von der Übertragung sich ständig wechselnder, politischer Aufgaben geprägt, womit sehr hohe personelle Fluktuationen und häufige Umstrukturierungsmaßnahmen innerhalb der Behörde verbunden waren.
Der Reichsminister der Finanzen war Mitglied der jeweiligen Reichsregierung. Da fast keines der insgesamt 19 Kabinette während der Weimarer Zeit von einer parlamentarischen Mehrheit getragen wurde, hielt keine Regierung durchschnittlich länger als acht Monate durch. Dementsprechend wechselte mit jeder Regierung nebst dem Reichsminister der Finanzen auch das Spitzenpersonal im Reichsfinanzministerium. Die Kernabteilungen blieben zwar institutioneller Schwerpunkt, permanente Umbildungen erfolgten jedoch vom Anfang bis zum Ende in den Unterabteilungen und Referaten. Diese Veränderungen waren Ausdruck einer Politisierung der Verwaltung, der immer wieder neue Aufgaben zugeteilt wurden.
Bereits in der Aufbauphase des Reichsfinanzministeriums gaben oft parteipolitische Gründe den Ausschlag für Stellenbesetzungen und/oder die Errichtung neuer Abteilungen. So verblieb nach einem Kabinettswechsel eine Reihe von ehemaligen Ministern und Staatssekretären nicht selten weiterhin im Amt. Beispielsweise wurde 1921 für den Zentrumspolitiker Paul Beusch eine eigene Betriebsprüfungsabteilung eingerichtet und 1923 nach dessen Pensionierung sofort wieder aufgelöst. Personell erschien schon die Gründung der Reichsfinanzverwaltung skandalös: Erzberger bot den ehemaligen Landesfinanzministern, die seinen Reformen kritisch gegenüberstanden, bei Zustimmung der Gesetzesvorlage an, sie zu Präsidenten der Landesfinanzämter auf Lebenszeit zu machen, wobei ihnen das Gehalt eines Landesministers erhalten bliebe – ein Angebot, dem alle Angesprochenen zustimmten.

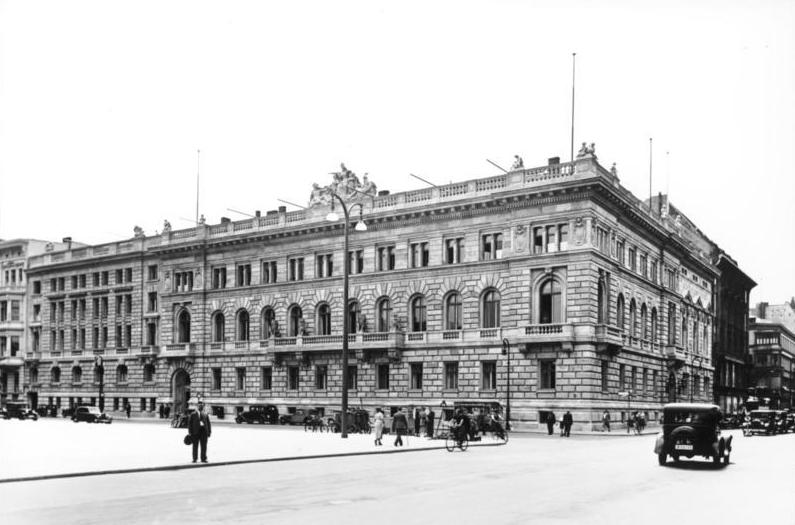
Das Reichsfinanzministerium um 1930

In den Anfangsjahren litt das Reichsfinanzministerium unter einem drückenden Platz- und Personalmangel. Die wenigsten Beamten kamen aus aufgelösten Reichsbehörden. Aus dem ehemaligen Reichsschatzamt wechselten nur sechs Angestellte beständig in das neu geschaffene republikanische Finanzministerium. Dessen ungeachtet stieg zwischen 1919 und 1924 die Anzahl der allein im Ministerium Beschäftigten von null auf 1.137 beziehungsweise in der gesamten neuen Reichsfinanzverwaltung auf rund 30.000 und bis 1933 auf 73.000.
Vom Reichsfinanzministerium wurden zuerst die Büros des ehemaligen Reichsschatzamtes in der Wilhelmstraße 61 übernommen und innerhalb von drei Jahren auf die Liegenschaften Wilhelmsplatz 1–2 und Wilhelmstraße 60–62 ausgeweitet. An eine planvolle Auswahl qualifizierter Bewerber war bei diesem Zuwachs, laut Aussage von Albert Boenicke, Organisationsreferent im Reichsfinanzministerium und ab 1934 Präsident des Landesfinanzamtes Berlin, nicht zu denken:

„Man musste das Personal nehmen, woher man es bekam. Es strömte ungesichtet von allen Seiten herzu: aus anderen Verwaltungszweigen, aus Gemeindeverwaltungen, aus freien Berufen, aus dem Heere und der Marine. Die Schwierigkeiten, aus diesen zuflutenden Massen einigermaßen brauchbare Kräfte auszusondern, waren ungeheuer. Den aus der Privatwirtschaft stammenden Personen fehlte meist jegliches Verständnis für die Belange. Fast alle Neueingestellten entbehrten der notwendigen Vorkenntnisse.“

Nahezu restlos übernahm die Finanzverwaltung die Kommunal- und Fachbeamten aus den nach dem Ersten Weltkrieg verlorenen Ostgebieten sowie aus Nordschleswig und Elsaß-Lothringen. Die Begeisterung dieser insgesamt heterogenen Beamtenschaft über den neuen Arbeitsplatz war nicht groß; insbesondere die bisherigen Beamten aus den aufgelösten Landesverwaltungen traten zum großen Teil nur widerstrebend in den neuen republikanischen Reichsdienst ein.
Antirepublikanische Ressentiments existierten zur Weimarer Zeit in allen staatlichen Behörden. Dies war selbst im Reichsfinanzministerium nichts Ungewöhnliches, wo Beamte der unteren und mittleren Ebene des Öfteren mit offenem oder verklausuliertem Hinweis Vorgesetzte auf die „Vergänglichkeit parlamentarischer Minister“ aufmerksam machten oder Anweisungen einfach ignorierten. Auch an der Spitze sah es anfangs nicht besser aus: Eugen Schiffer, der erste Reichsminister der Finanzen, blieb zwei Monate im Amt. Er zog es später vor, wieder als Rechtsanwalt zu praktizieren und kritisierte die schiere Masse an Vorschriften, die selbst für Fachleute kaum überschaubar sei.
Die Verwaltungskosten der neuen Reichssteuerverwaltung waren gewaltig. Bis 1926 hatte sich allein das Reichsfinanzministerium zu einem gigantischen Verwaltungsapparat mit zehn Abteilungen entwickelt. Reichsweit entstanden in fast allen Kreisstädten neue Finanzämter. Deren technische Ausstattung war für die damalige Zeit bereits beachtlich. 1928 existierten in der Reichsfinanzverwaltung:
- 4500 Schreibmaschinen,

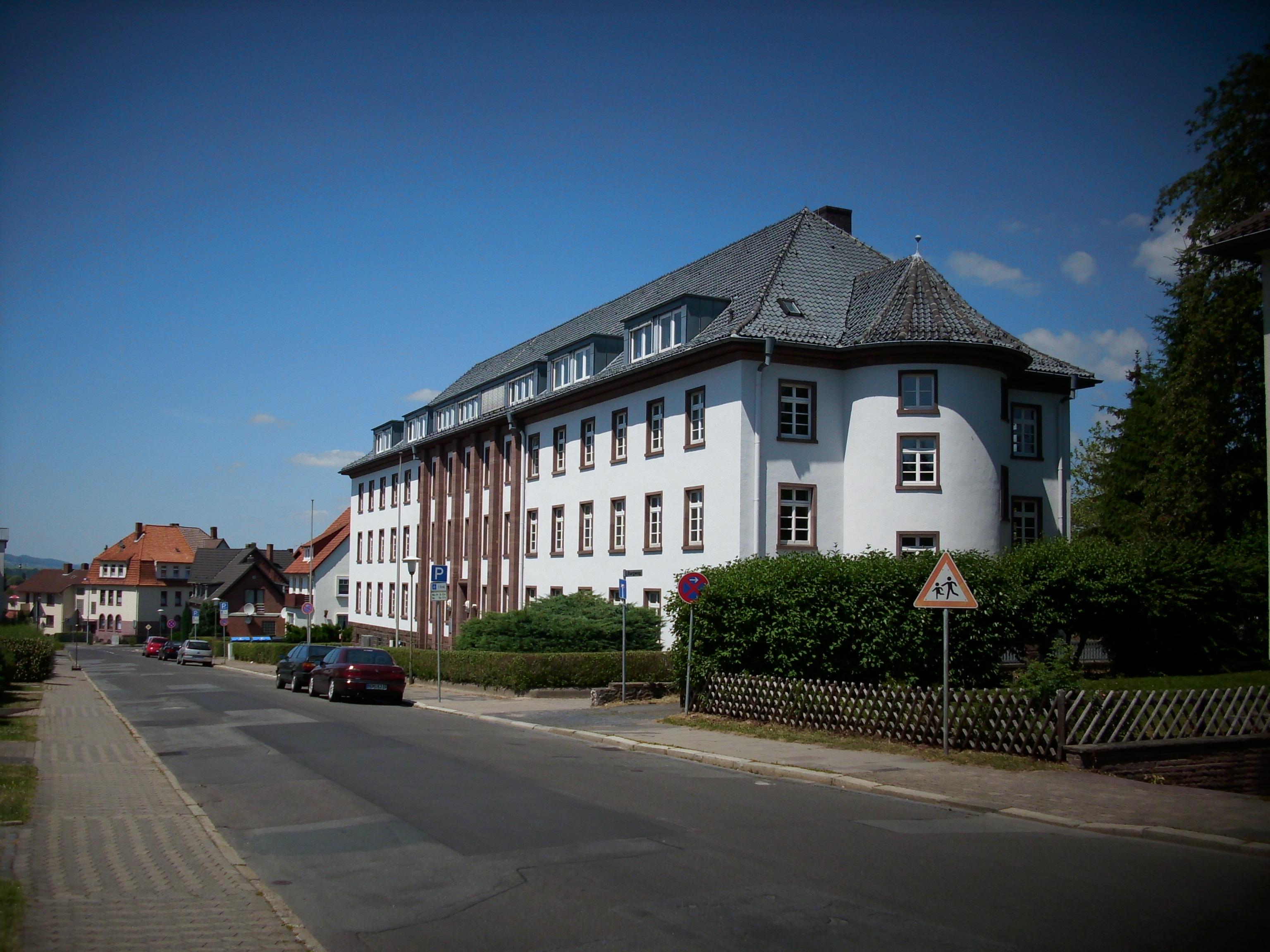
Überall in Deutschland, wie hier z. B. in Northeim im Stile des Neoklassizismus, wurden in den 1920er Jahren Finanzämter errichtet

- 1800 Vervielfältigungsgeräte zum Kopieren von Formularen, Anfragen, Rundverfügungen etc.,
- 1400 Addier- und Rechenmaschinen,
- 260 Adressier- und Listendruckmaschinen,
- 196 Buchungsmaschinen
- und Telefone in jedem Büro.[14]

Ein großer Teil der Gesamtsteuereinnahmen entfiel von Anbeginn auf die Erhaltung des Systems. Finanzminister Erzberger betonte im August 1919 vor den Delegierten der Weimarer Nationalversammlung, dass „die Einnahmen um 900 % gesteigert werden müssen“. In Zahlen lautete diese Forderung für das Reich: Statt zwei Milliarden Mark an Steuern und Abgaben vor dem Krieg nun 17 Milliarden Mark. Bemerkenswert daran war, dass sein Ministerium diese Summe bereits vor dem 20. Januar 1920 und damit vor der Ratifizierung des Friedensvertrag von Versailler Vertrags anmeldete, zumal die erste Reparationsrate erst im April 1921 zu zahlen war und deren endgültige Höhe zu diesem Zeitpunkt noch nicht feststand. Auf die Frage der Abgeordneten, woraus die extreme Erhöhung des staatlichen Finanzbedarfs resultiere, antwortete der Reichsminister der Finanzen, dass die neuen Steuergesetze nicht nur der Errichtung und Unterhaltung eines neuen Finanzsystems dienen; Hauptziel sei vielmehr die Umverteilung der Einkommen und Vermögen, um so eine soziale Gerechtigkeit und damit die neue demokratische Ordnung herstellen zu können. „Ein guter Finanzminister ist der beste Sozialisierungsminister“, formulierte Erzberger ebenso prägnant wie angreifbar sein Reformkonzept in der Nationalversammlung.
Die verfassungsrechtliche Stellung des Reichsministers der Finanzen und seine politische Macht war enorm. Er gebot über mehr als 80 % des gesamten Steueraufkommens, war Dienstherr über die Beamtenschaft auf drei Verwaltungsebenen und ihm stand gemeinsam mit dem Reichskanzler ein Veto in allen Ausgabenfragen und haushaltsrechtlichen Angelegenheiten zu.
Mit dieser Machtfülle stand das Reichsfinanzministerium permanent und automatisch unter Dauerbeschuss. Die Angriffe richteten sich gegen alle Reichsminister der Finanzen, gleich welcher Couleur. Ein bekanntes Spottlied mit der Melodie des damals populären Haarmann-Liedes sangen viele Menschen auf den parteilosen Reichsminister der Finanzen, Hans Luther; nach dessen Ausscheiden passte man den Namen jeweils auf den neuen Amtsinhaber an:

„Warte, warte nur ein Weilchen, dann kommt Luther auch zu Dir, mit der großen Steuerschraube und macht Knochenmehl aus Dir!“

In vielen Gemeinden, Unternehmen und großen Teilen der Bevölkerung insgesamt riefen die neuen oder umgestalteten Abgaben Empörung hervor. Als absolutes Novum wurde die Umsatzsteuer eingeführt. Namentlich die Einkommensteuer, Körperschaftsteuer, Kapitalertragsteuer sowie die Erbschaft- und Grunderwerbsteuer waren zwar nicht gänzlich unbekannt, fielen aber nunmehr in die Kompetenz des Reiches, bei deutlicher Erhöhung. So umfasste beispielsweise die vormals im Kaiserreich von den Ländern und Gemeinden erhobene Einkommensteuer maximal 4 % und stieg nun auf einen maximalen Spitzensatz von 60 %. Der direkte Lohnsteuerabzug wurde auf die Arbeitgeber abgewälzt.

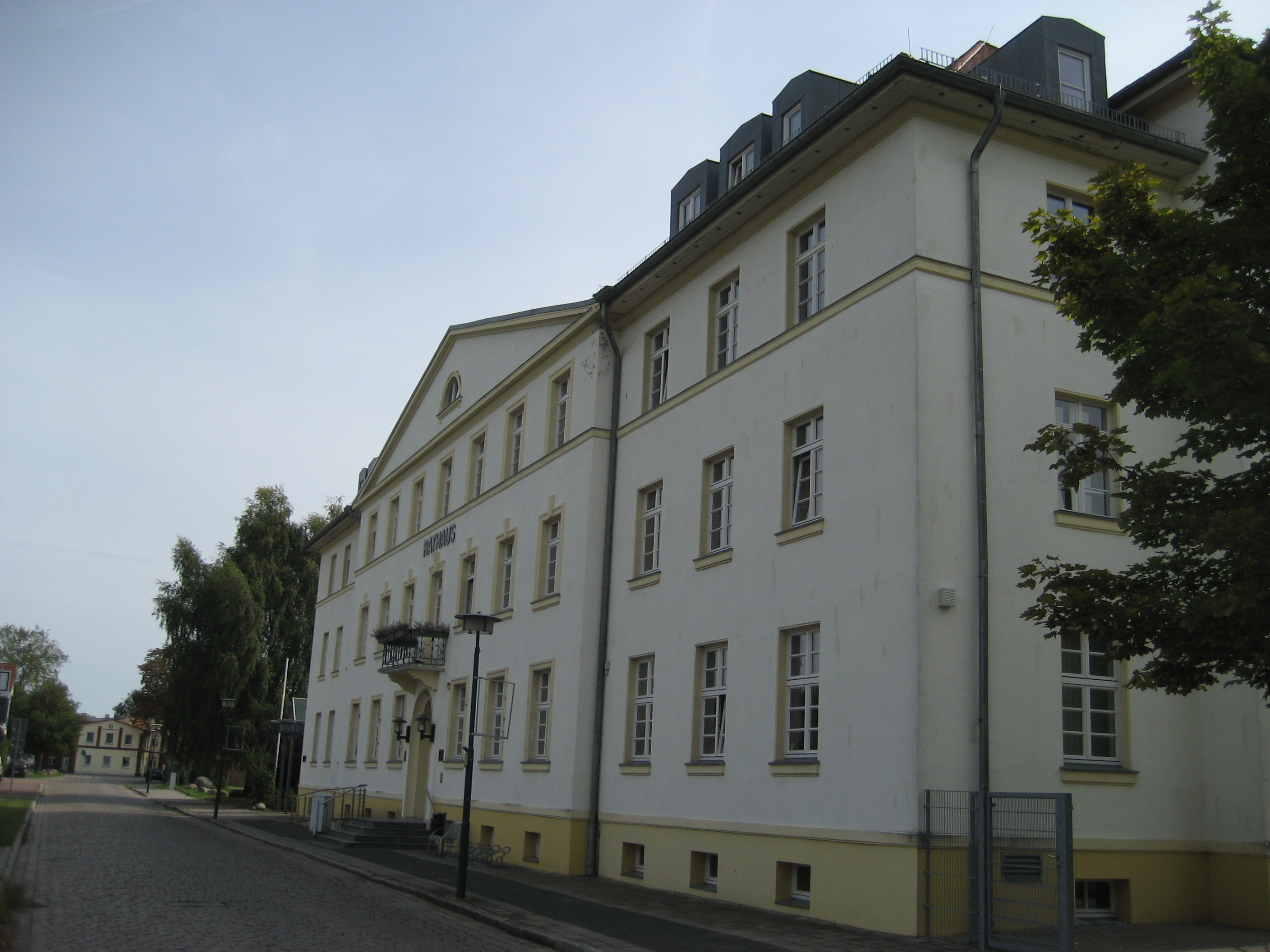
Das ursprünglich in den 1920er Jahren als Finanzamt Pasewalk erbaute Gebäude ist heute Sitz der Stadtverwaltung

Neu war auch der große Zeit- und Kostenaufwand, der in privaten Haushalten für Steuererklärungen und/oder für Steuerberater aufgebracht werden musste. Gleichfalls erforderten in der Privatwirtschaft neue Geschäftsvorgänge, monatliche Vorauszahlungen und häufige Prüfungen hohe Aufwendungen – ebenso neues qualifiziertes Personal. Gerade die Unternehmen mussten als Steuersubjekte von nun an Steuern nicht nur abführen, sondern diese unter dem Vorbehalt der Nachprüfung selbst berechnen und monatlich beim zuständigen Finanzamt anmelden.
Bald stellte sich heraus, dass wie bei einem löchrigen Eimer ein großer Anteil der Steuereinnahmen auf dem Weg zur Staatsausgabe von der Bürokratie verbraucht wird. Begonnen wurde damals auch damit, einige Steuerarten einzutreiben, deren Erhebung teurer ist als das, was sie einbringen. Max Weber prägte im Zusammenhang mit dem Reichsfinanzministerium die Sentenz „Herrschaft der Bürokratie“, reagierte aber auf die fortschreitende Radikalisierung und Polemik mit zunehmendem Befremden.
Prinzipiell erklärt die Einbindung der Reichsfinanzverwaltung in die demokratische Weimarer Politik, warum gerade das Reichsfinanzministerium bevorzugte Zielscheibe polemischer Angriffe rechtsgerichteter, linksradikaler und auch konservativer Parteien war. Hitler sprach während seiner „Kampfzeit“ oft vom „parlamentarisch-demokratischen Schiebertum, das wie ein Heuschreckenschwarm unsere einst so saubere Verwaltung abgrast“. Dies bezog sich insbesondere auf das Reichsfinanzministerium, das in der Weimarer Zeit neu eingerichtet war und keinen vergleichbaren Vorgänger im Kaiserreich besaß. Damit galt es in vielen Kreisen als Geschöpf der ersten deutschen Demokratie. Dieser Eindruck kam nicht zuletzt dadurch zustande, weil das Reichsfinanzministerium federführend für die Reparationsfrage, hohe Steuererhebungen und eine Reihe von Aufgaben verantwortlich war, die mit der republikanischen Politik eng einhergingen.

## Entwicklung in der Zeit des Nationalsozialismus

### Personell

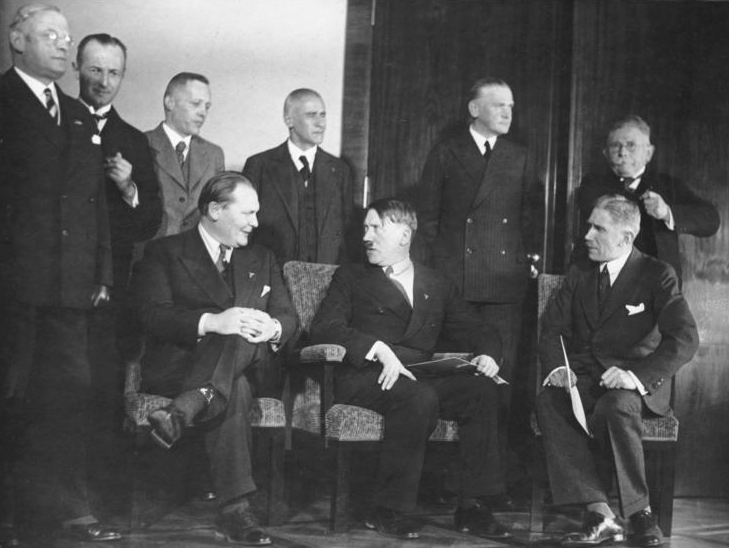
Das am 30. Januar 1933 gebildete Kabinett Hitler (Dritter von li. im grauen Anzug Schwerin von Krosigk).

Nach Hitlers Machtergreifung waren die Ressentiments gegenüber der Finanzverwaltung schlagartig vergessen: das Reichsfinanzministerium wurde nicht aufgelöst, die Nationalsozialisten übernahmen im Wesentlichen das Steuersystem der Weimarer Republik. Überhaupt fällt eine starke Anlehnung an die Weimarer Steuergesetzgebung bis hin zur wörtlichen Übernahme von Formulierungen auf. Das heißt, de facto knüpften die Planungen im Reichsfinanzministerium unmittelbar an die Vorarbeiten der Weimarer Republik an. Viele der neu eingeführten Elemente waren nichts anderes als eine Fortsetzung der Weimarer Steuerpolitik und sind deshalb als Ausbau und nicht als revolutionäre Umgestaltung der Nationalsozialisten zu sehen. Auch der fachlich nahtlose Übergang erscheint nicht weiter verwunderlich, eben weil die deutliche Mehrheit der Finanzexperten in der Weimarer Zeit, in der Hitlerzeit – und darüber hinaus – die gleichen blieben. Dabei mag die Erkenntnis eine Rolle gespielt haben, dass sowohl ein zentralistisch organisierter demokratischer Staat als auch der totalitäre Staat hohe finanzielle Mittel für die Erhaltung seines Systems braucht. Auch das Reichsfinanzministerium wurde jedoch, wie jedes Ministerium nach 1933, systematisch von der nationalsozialistischen Ideologie vereinnahmt und für dementsprechende Zwecke instrumentalisiert.
Mit wenigen Ausnahmen blieben alle Beschäftigten der Reichsfinanzverwaltung nach dem Machtwechsel genauso im Amt wie der schon im Kabinett Papen ernannte Reichsminister der Finanzen Johann Ludwig Graf Schwerin von Krosigk. Ausgewechselt wurde, nach persönlicher Intervention Hitlers, der jüdische Staatssekretär Arthur Zarden durch den NSDAP-Finanzexperten Fritz Reinhardt. Schwerin von Krosigk und Finanzstaatssekretär Reinhardt waren die Hauptverantwortlichen für die NS-Steuerpolitik.
Reinhardt versuchte eine Ideologisierung des Steuerrechts durchzusetzen und stellte fünf Leitsätze für die neue Steuerpolitik auf:
1. Ohne Steuern kein Staat, ohne Staat keine Daseins- und Entwicklungsmöglichkeit des Einzelnen.
2. Die Steuern müssen sozial gerecht sein.
3. Die Steuern müssen dem bevölkerungspolitischen Gedanken entsprechen.
4. Die Steuern müssen dem Gedanken des Wertes der Persönlichkeit entsprechen.
5. Die Steuern müssen dem Gedanken der sozialen, wirtschaftlichen und finanziellen Gesundung der Dinge unseres Volkes entsprechen.[36]

Die Vielzahl der neuen Aufgaben und das Gleichschaltungsgesetz bewirkten für das Reichsfinanzministerium zunächst einen indirekten Machtzuwachs. Zudem blieb die Reichshaushaltsordnung bis 1945 in Kraft, welche die starken legislativen Ministerialbefugnisse fundierte. Dieser Entwicklung stand jedoch eine gegenläufige Tendenz gegenüber. Während sich formal ein Verwaltungs- und damit Machtzuwachs im Reichsfinanzministerium anhäufte, verloren Schwerin von Krosigk und seine Mitarbeiter zunehmend an Einfluss auf die Haushalte der einzelnen Ressorts.
Die Prinzipien der nationalsozialistischen Steuerpolitik setzten sich in der Praxis nur schrittweise durch, da die personelle Kontinuität in der Reichsfinanzverwaltung gewahrt blieb. Direkt im Reichsfinanzministerium wurden nach dem Gesetz zur Wiederherstellung des Berufsbeamtentums vom 7. April 1933 von den Beamten nicht mehr als zwei nach dem Arierparagraph entlassen, sechs auf andere Stellen und sechs weitere in den bezahlten Ruhestand versetzt. Obwohl die Nationalsozialisten vor ihrer Machtergreifung wiederholt einen Stellenabbau von Beamten zur Entlastung des öffentlichen Haushalts propagiert hatten, änderte sich personell in der gesamten Reichsfinanzverwaltung wenig. Bis 1945 blieb die Anzahl der Beschäftigten aufgrund neu übertragener Aufgaben konstant bei 73.000.
Dem Führerprinzip entsprechend, unterstand auch das Reichsfinanzministerium dem alleinigen Führungsanspruch Adolf Hitlers. Damit erlebte das Finanzministerium zum einen den gleichen Herabstufungsprozess wie alle Ministerien: schrittweise wurden die Reichsminister zu Hitlers Beratern degradiert. Zum anderen fehlten klare Kompetenzabgrenzungen, was bekanntlich bewusst Teil des Systems war. Insofern entwickelte sich auch das Reichsfinanzministerium zu einer reinen Auftragsbehörde. Spätestens in den Kriegsjahren büßten dann nahezu alle Reichsministerien ihre Restkompetenzen ein, und manchen blieb kaum mehr als eine funktionell entkernte Fassade. Gerade der Reichsminister der Finanzen hatte mit Kriegsbeginn kaum noch Zugang zur Macht. Nach Aussagen von Schwerin von Krosigk sprach er Hitler nach 1942 nicht mehr und hatte während des gesamten Krieges nie über sein Ressort Vortrag halten können.
Das bedeutet jedoch nicht, dass das Reichsfinanzministerium eine unbedeutende Rolle gespielt hat. Das Reichsfinanzministerium war wie alle anderen Ministerien ein Teil der Regierung und damit in die nationalsozialistische Wirtschafts-, Kriegs- und Rassenpolitik involviert. U. a. war es 1934 für das Gesetz zur Änderung der Reichsfluchtsteuer verantwortlich und 1938 für die Durchführung der sog. Judenvermögensabgabe.

### Steuerpolitik
Für enorme Mehrarbeit in allen drei Verwaltungsebenen sorgte gleich ab 1933 das sogenannte Reinhardt-Programm. Beispielsweise war darin ein neu eingeführtes zinsloses Ehestandsdarlehen in Höhe von 1.000 Reichsmark für Jungvermählte enthalten. Die Prüfung und Auszahlung erfolgte bei den zuständigen Finanzämtern. Dort hatten die Beamten das Gefühl, das „auf der Jagd nach dem Tausendmarkschein“ plötzlich alle heiraten wollten. Massenhaft gingen Anträge ein, deren zeitnahe Bearbeitung nahezu unmöglich war. Selbst das Reichsfinanzministerium in Berlin versank diesbezüglich wörtlich in Arbeit: Sonderboten brachten körbeweise Dankesbriefe, in denen Brautpaare „den ganzen Roman ihrer Liebe und ihres Herzens“ mitteilten, die auch alle beantwortet oder an die zuständigen Finanzämter weitergeleitet wurden.
Mit dem Steueranpassungsgesetz 1934 wurde die 1920 eingeführte Reichseinkommensteuer fortentwickelt und das noch heute geltende Steuersystem mit den Steuerklassen I bis IV geschaffen. In der Bevölkerung erregte dieses Gesetz nebst zehn weiteren Steuerverordnungen großes Aufsehen, weil damit eine erhebliche Steuerentlastung verbunden war. Unter anderem wurden die Einkommen-, Umsatz-, Kraftfahrzeug- und Grundsteuer gesenkt. Unternehmen oder Hauseigentümer wurden dagegen stark belastet: Die Körperschaftssteuer wurde von 20 % auf 40 % erhöht, Hauseigentümer mussten eine Sonderabgabe von acht Milliarden Reichsmark entrichten. Tatsächlich führte die zwischen 1933 und 1935 verfolgte Steuerpolitik bei den Bürgern zu einer Steuererleichterung in Höhe von insgesamt 1,75 Milliarden Mark. Durch die damit verbundene Stärkung der Kaufkraft stiegen trotz der Steuersenkungen im gleichen Zeitraum die Steuereinnahmen um zusätzlich 5,4 Milliarden Mark. Diesen Effekt hatten bereits Finanzexperten in der Weimarer Zeit vorhergesagt. Entgegen verbreiteten Fehlinformationen wurde allerdings nicht das Ehegattensplitting eingeführt, sondern es wurden die Verdienste von Ehemann und Ehefrau addiert und wie die einer Einzelperson besteuert. Das führte dazu, dass der Zusatzverdienst des Ehepartners voll der Progression unterlag, was eine deutlich erhöhte Steuerlast bei Zweiverdienerehen gegenüber dem vorherigen Rechtszustand (in dem jeder Ehepartner getrennt wie ein Lediger besteuert wurde) bedeutete. Dies fügte sich nahtlos ein in die generelle politische Linie der Ablehnung von Frauenerwerbstätigkeit.
Mit der Kriegswirtschaftsverordnung vom 4. September 1939, ergänzt um verschiedene Durchführungsbestimmungen, wurde ab einem Einkommen von 2400 Reichsmark ein Kriegszuschlag zur Einkommensteuer erhoben. Sie betrug 50 % der Einkommensteuer der für das Kalenderjahr zu entrichtenden Einkommensteuer. Außerdem wurde ein Kriegszuschlag auf Bier und Tabakwaren, Branntweinerzeugnisse und Schaumwein eingeführt.  Die Gemeinden mussten einen Kriegsbeitrag an das Reich in Höhe eines bestimmten Prozentsatzes des Grund-, Gewerbe- und Bürgersteueraufkommens entrichten.
Um der Bevölkerung zu demonstrieren, dass Hitler auch während des Krieges die Steuern senken könne, statt Kriegssteuern einzuführen, wurden 1940 Nacht-, Sonn- und Feiertagszuschläge von der Steuer befreit. Seit der Kriegswirtschaftsverordnung waren jedoch die Löhne „den durch den Krieg bedingten Verhältnissen angepasst“, d. h. durch den Treuhänder der Arbeit auf Weisung des Reichsarbeitsministers nach oben gedeckelt. Zugleich wurden die Kleinhandelspreise und Entgelte für Güter und Dienstleistungen durch den Reichskommissar für die Preisbildung entsprechend begrenzt.
Gegen Ende des Krieges gestaltete sich die Erhebung von Steuern dann zunehmend schwieriger. Zum einen musste die Finanzverwaltung personelle Einschränkungen hinnehmen, zum anderen konnten viele Steuerpflichtige nicht mehr selbst ihre Steuererklärung abgeben, weil sie ausgebombt oder im Kriegseinsatz waren.
Vor diesem Hintergrund erließ der Reichsminister der Finanzen am 14. September 1944 eine Steuervereinfachungs-Verordnung. Durch diese Rechtsnorm erfolgte für viele Steuerpflichtige keine detaillierte Veranlagung mehr, mehrere wurden ganz von der Abgabe einer Steuererklärung entlastet und fast alle Gewerbetreibenden waren von der Buchführungspflicht enthoben. Nach dem Krieg erfolgte eine Bezifferung der Verwaltungskostenersparnis; innerhalb von rund sieben Monaten wurden aufgrund dieser Steuervereinfachung eingespart:
- 37,5 Millionen Vordrucke,
- 420.000 kg Papier,
- 18,5 Millionen Briefsendungen
- und „viele Millionen von Geldüberweisungen“.[55]

Die Finanzverwaltung an sich arbeitete aber weiter, bis zum bitteren Ende – und darüber hinaus: das letzte Reichssteuerblatt erschien am 31. März 1945, die letzte Verfügung des Reichsfinanzministeriums ging gar erst am 17. Mai 1945 an die Reste der Reichsfinanzverwaltung heraus.

## Forschung
Nach mehr als 65 Jahren Konstituierung der Bundesrepublik Deutschland und mehr als 70 Jahren nach dem Zusammenbruch der NS-Diktatur hat die Bundesregierung bereits 2011 offiziell festgestellt, dass die nationalsozialistische Gewaltherrschaft die am besten erforschte Periode der Geschichte des 20. Jahrhunderts ist. Insbesondere in Bezug auf die Reichsfinanzverwaltung stehen für private Forscher, Universitäten und andere öffentliche Institutionen umfangreiche Akten zur Verfügung. Im Gegensatz zu anderen Reichsbehörden, konnte das Reichsfinanzministerium große Teile seines Archives rechtzeitig sichern. Ein Teil des Ministeriums wurde bereits 1944 in die Reichsfinanzschule Leitmeritz ausgelagert, Mehreres ging mit Schwerin von Krosigk nach Flensburg-Mürwik.
Seit 1950 wurden diese Bestandsmaterialien von Wissenschaftlern und privaten Autoren in einer Vielzahl von Werken aufgearbeitet und erschöpfend publiziert. Parallel existieren über das Reichsfinanzministerium umfangreiche wissenschaftliche Studien von öffentlich finanzierten Institutionen, speziell auch von der Bundeszentrale für politische Bildung sowie dem Institut für Zeitgeschichte. Die öffentliche Vermittlung von Kenntnissen über die NS-Bürokratie unterstützt der Bund gemeinsam mit den Ländern zusätzlich durch die Förderung historischer und zeithistorischer Museen, Ausstellungen, Denkmäler, Gedenkstätten und Einrichtungen der politischen Bildung.
Unabhängig davon hat das Bundesministerium für Finanzen 2010 eine Historikerkommission zur Aufarbeitung seiner Geschichte eingesetzt. Für das Forschungsprojekt sind bisher Steuermittel in Höhe 1,15 Millionen Euro bewilligt worden. Die Kommission verfolgt dabei mehrere Teilprojekte. Neben einer Studie zum sogenannten Generalgouvernement entstehen Monografien zur Institutionengeschichte, zur Steuerpolitik, zur Staatsverschuldung, zur fiskalischen Judenverfolgung, zum Vermögen der „Reichsfeinde“ sowie zur monetären Ausbeutung Europas. Bis zur Abschlusstagung am 29. und 30. Oktober in Berlin sind die Teilprojekte Bürokratie und Verbrechen (2013) von Christiane Kuller, Krieg auf Kosten anderer (2017) von Jürgen Kilian sowie Hitlers Steuerstaat (2018) von Ralf Banken abgeschlossen worden.
Auch von anderen Bundesministerien sind hochkarätige Historikerkommissionen und Gutachter berufen, die abschließend bis 2017 die Geschichte der Ministerien und ihre Einbettung in die nationalsozialistische Herrschaftspraxis erforschen sollen. 2010 hatte das Auswärtige Amt als erstes Ministerium eine 1,5 Millionen Euro teure Publikation unter dem Titel Das Amt und die Vergangenheit vorgestellt, deren Inhalt von Historikern kontrovers diskutiert wird.

## Liste der Reichsfinanzminister
| Name                                    | Amtsantritt       | Ende der Amtszeit | Partei                                | Kabinett                                                  |
| --------------------------------------- | ----------------- | ----------------- | ------------------------------------- | --------------------------------------------------------- |
| Eugen Schiffer                          | 13. Februar 1919  | 19. April 1919    | DDP                                   | Scheidemann                                               |
| Bernhard Dernburg                       | 19. April 1919    | 20. Juni 1919     | DDP                                   | Scheidemann                                               |
| Matthias Erzberger                      | 21. Juni 1919     | 12. März 1920     | Zentrum                               | Bauer                                                     |
| Joseph Wirth                            | 27. März 1920     | 22. Oktober 1921  | Zentrum                               | Müller I, Fehrenbach, Wirth I                             |
| Andreas Hermes                          | 26. Oktober 1921  | 13. August 1923   | Zentrum                               | Wirth II, Cuno                                            |
| Rudolf Hilferding (1)                   | 13. August 1923   | 6. Oktober 1923   | SPD                                   | Stresemann I                                              |
| Hans Luther (1)                         | 6. Oktober 1923   | 15. Dezember 1924 | parteilos                             | Stresemann II, Marx I & II                                |
| Otto von Schlieben                      | 19. Januar 1925   | 26. Oktober 1925  | DNVP                                  | Luther I                                                  |
| Hans Luther (2)                         | 26. Oktober 1925  | 20. Januar 1926   | parteilos                             | Luther I                                                  |
| Peter Reinhold                          | 20. Januar 1926   | 29. Januar 1927   | DDP                                   | Luther II, Marx III                                       |
| Heinrich Köhler                         | 29. Januar 1927   | 29. Juni 1928     | Zentrum                               | Marx IV                                                   |
| Rudolf Hilferding (2)                   | 29. Juni 1928     | 21. Dezember 1929 | SPD                                   | Müller II                                                 |
| Paul Moldenhauer                        | 23. Dezember 1929 | 20. Juni 1930     | DVP                                   | Müller II, Brüning I                                      |
| Heinrich Brüning                        | 20. Juni 1930     | 26. Juni 1930     | Zentrum                               | Brüning I                                                 |
| Hermann Dietrich                        | 26. Juni 1930     | 1. Juni 1932      | DDP                                   | Brüning I, Brüning II                                     |
| Johann Ludwig Graf Schwerin von Krosigk | 2. Juni 1932      | 23. Mai 1945      | parteilos (ab 30. Januar 1937: NSDAP) | Papen, Schleicher, Hitler, Goebbels, Schwerin von Krosigk |

## Bekannte Staatssekretäre
| Name             | Amtsantritt       | Ende der Amtszeit | Partei    | Minister                                                             |
| ---------------- | ----------------- | ----------------- | --------- | -------------------------------------------------------------------- |
| Stephan Moesle 1 | 1919              | 31. Dezember 1920 | unbekannt | Erzberger                                                            |
| Carl Bergmann*   | Jul/Aug 1919      | September 1921    | unbekannt | Erzberger, Wirth                                                     |
| Franz Schroeder  | ca. 1920          | 1924              | unbekannt | Wirth, Hermes, Hilferding, Luther (1)                                |
| Heinrich Zapf    | ca. 1920          | 1924              | parteilos | Wirth, Hermes, Hilferding, Luther (1)                                |
| David Fischer    | 1. Dezember 1921  | September 1926    | parteilos | Hermes, Hilfering, Luther (1), Schlieben, Luther (2)                 |
| Johannes Popitz  | Januar 1925       | Dezember 1929     | parteilos | Schlieben, Luther (2), Reinhold, Köhler, Hilferding (2), Moldenhauer |
| Hans Schäffer    | 28. Dezember 1929 | 10. Juni 1932     | parteilos | Moldenhauer, Brüning, Dietrich, Schwerin von Krosigk                 |
| Arthur Zarden    | 10. Juni 1932     | 31. März 1933     | DVP       | Schwerin von Krosigk                                                 |
| Fritz Reinhardt  | 6. April 1933     | Mai 1945          | NSDAP     | Schwerin von Krosigk                                                 |